# Chloropetalia
Chloropetalia is een geslacht van echte libellen (Anisoptera) uit de familie van de Chlorogomphidae.

## Soorten
Chloropetalia omvat 4 soorten:
- Chloropetalia kimminsi (Fraser, 1940)
- Chloropetalia owadai  (Asahina, 1995)
- Chloropetalia selysi (Fraser, 1929)
- Chloropetalia soarer Wilson, 2002